# Blow Your Speakers
Blow Your Speakers è un singolo del gruppo musicale di genere heavy metal dei Manowar, pubblicato nel 1987.

## Tracce
1. Blow Your Speakers
2. Violence and Bloodshed

## Formazione
- Ross the Boss - chitarra
- Joey DeMaio - basso
- Scott Columbus - batteria
- Eric Adams - voce